# Иорданский, Николай Иванович
Николай Иванович Иорданский (псевдоним — Негорев; 4 декабря 1876, Новохопёрск, — 29 декабря 1928, Москва) — участник революционного движения в России, журналист, советский дипломат.

## Биография
Родился в семье конторщика. Окончил гимназию в Симферополе в 1895 году. Поступил на физико-математический факультет Санкт-Петербургского университета. Во время студенческих волнений 1899 года был одним из руководителей студенческого комитета, за что был из университета исключен, подвергся арестам и высылке.
Сближается с социал-демократами, участвует в петербургском «Союзе борьбы за освобождение рабочего класса» и других группах Петербурга, Симферополя, Севастополя, Борисоглебска.
В 1904 году в Женеве участвует в издании «Искры», в 1905 году — член исполкома Петербургского Совета рабочих депутатов.
На I конференции РСДРП в Таммерфорсе введён в состав ЦК, на IV съезде (Стокгольмском) избирается членом редакции ЦО и кандидатом в члены ЦК.
Первоначально меньшевик, к 1910 году сближается с большевиками, член редакции газеты «Звезда» и других партийных изданий. С 1909 по 1917 — редактор журнала «Современный мир».
Во время Первой мировой войны — оборонец, близок к Плеханову. В 1917 вошёл в состав ЦК группы «Единство».
После Февральской революции — комиссар Временного правительства и ВЦИК на Юго-Западном фронте. По его приказу 29 августа (11 сентября) 1917 года был арестован командующий фронтом А. И. Деникин и ряд офицеров штаба. В октябре 1917 года, будучи комиссаром Временного правительства на Юго-Западном фронте, пытался организовать отправку верных правительству войск в Москву для подавления большевистского восстания.

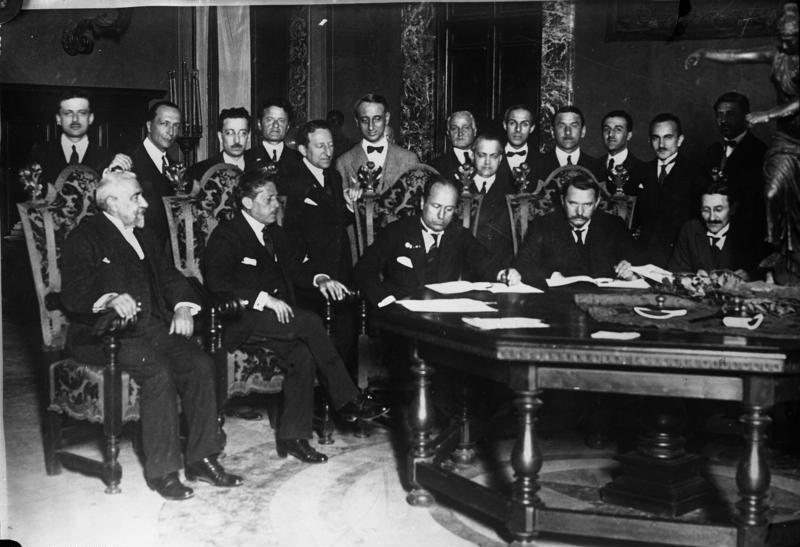
Подписание договора о торговле и мореплавании между СССР и Италией, первая статья которого провозглашала установление «дипломатических и консульских сношений» между странами и взаимное признание «единственно законной и суверенной власти» друг друга (де-факто признание Италией СССР). Подписанты: Бенито Муссолини и Николай Иорданский, 7 февраля 1924 года (Рим, Палаццо Киджи)

После Октябрьской революции эмигрировал в Финляндию. Однако вскоре начинает издавать в Хельсинки просоветскую газету «Путь» и в 1922 году высылается из Финляндии в советскую Россию.
В СССР вступил в РКП(б). После убийства Воровского в 1923 году направлен в Италию дипломатическим представителем СССР. Подготовил заключение советско-итальянского торгового договора с одновременным признанием СССР Италией де-юре.
После возвращения в Москву в 1924 году занимается литературной и издательской деятельностью. До конца жизни в 1928 году работал в Госиздате.
Похоронен в Москве на новом Донском кладбище. Урна с прахом захоронена в колумбарии № 1 здания бывшего Донского крематория.

## Сочинения
- Земский либерализм — Москва, 1905. — 60 с.
- Конституционное движение 60-х годов — Санкт-Петербург, 1906. — 155 с.